# にしおかすみこ
にしおかすみこ（1974年〈昭和49年〉11月18日 - ）は、日本のお笑いタレント。ワタナベエンターテインメント所属。本名、西岡 純子（読み同じ）。千葉県出身。

## 略歴
サラリーマンの父、看護師の母との間に生まれ、1歳上の姉と育った。父は稼いだ金をほぼ飲み代に使っていたため、母が事実上の大黒柱であった。3歳のころより一軒家の借家に在住。
小学生のころは目立つタイプではなく、お笑いへの関心はなかった。高校時代は水泳部に入部。高校在学中に父がローンを組んで一軒家を購入し、一家で暮らし始めた。
青山学院大学二部（夜間学部）に進学すると、水泳部で練習漬けであった反動から「チャラいサークル（夏はテニス、冬はスキーをする）」に入部。大学時代は仕事があまり無かったことなどもあり、「真面目に出席して、真面目に授業を受け、レポートも提出していた」と語る一方、「あるスポーツ系のサークル（当時約100名在籍）に入部していたが、暗くて変な奴という印象を与えていたのか、このサークルで親しくなった人は一人もいませんでした」と話している。
大学生時に雑誌のお笑い芸人の新人オーディション記事に目が留まり、軽い気持ちで応募。当時、まだ女芸人がそれほど多くなかったこともあり、物珍しさで合格してお笑いの道に入った。
1994年に太田プロダクションから「西岡すみこ」名義でデビュー。同事務所の先輩芸人である山田邦子の冠番組の前説に起用された。芸能界入りした20歳ごろに実家を出てからは、都内で暮らす友達の自宅（世田谷区、渋谷区、新宿区など）を転々としながら同居生活を送った。1999年11月28日放送の『爆笑オンエアバトル』（NHK総合）で、女性ピン芸人では初のオンエアを勝ち取る。
2002年にワタナベエンターテインメントに移籍し、嶋岡里美とコンビ「つぶつぶ」を結成。2005年に「つぶつぶ」を解散し、30歳で再びピン芸人として活動。同時期に芸名を「西岡すみこ」から、「にしおかすみこ」に改名した。改名は芸風の迷走が数年間続いていたことから、事務所の先輩芸人・青木さやかがにしおかのことを占い師に相談すると、「西岡すみこ」から「にしおかすみこ」への改名を勧められたことに由来する。改名直後に女王様キャラのSMネタをやり始めてウケたことで迷走から脱出。2006年に『くるくるドカン〜新しい波を探して〜』（フジテレビ）のさざなみ芸人コーナー出演をきっかけに、次第に仕事が増えだす。
2007年に『エンタの神様』（日本テレビ系）に出演し、ボンテージ姿の女王様キャラのSMネタでブレイク。女王様キャラでブレイク後の30代半ばに、渋谷区の1LDKのマンションに引っ越した。
2009年8月、話芸を磨くために35歳で春風亭小朝に入門。高座名は「春風こえむ」。なお、「こえむ」という名前の由来は、師匠の小朝の"こ"と、ドMの"えむ"を取って付けられた。
2010年7月20日放送の『紳助社長のプロデュース大作戦!』（TBSテレビ）で、渡辺謙から映画『インセプション』の日本語吹き替え（アフレコ）の声優に抜擢される。渡辺のアドバイスを受けながら練習を重ね、試験に合格。アフレコ本番が終わり、当時渡辺の妻だった南果歩と共にプレミア試写会があるハリウッドへ向かい、渡辺夫婦と共にレッドカーペットを歩く。そこでファンであったレオナルド・ディカプリオと共演した。
2020年にコロナ禍で仕事がゼロになったことから東京のマンションを引き払い、千葉の実家で家族と暮らすようになる。また、母親の認知症が発覚し、介護に追われる生活となる。以降は自身の介護体験等を語る活動が多くなっている。
2021年には、家族（酔っ払いの父、認知症の母、ダウン症の姉、一発屋女芸人の私）を題材にした「ポンコツ家族」のタイトルのブログを始め、反響を呼んだ。

## 芸風

### 女王様キャラ
女王様キャラは、にしおかが一般に認知されるきっかけとなったネタである。SMの女王様の衣装で登場。BGMはMAXIMIZORの『CAN'T UNDO THIS!!』(お笑いライブ等ではRHYTHM DEVICEの「ACID ROCK」など)。鞭を引っ張って「ア゛ーーーーーッ！」と絶叫した後、「にしおかぁ〜っ、すみこだよぉ〜」と自己紹介し、続いて「…ってのはどこのどいつだぁ〜い?」「お前かっ!?」もしくは（自虐的に）「アタシだよッ！」で始まり、自分のことや身の周りの身近な人をテーマに漫談をする。当初は「欲しがり屋さんだねぇ〜」等のSMにありがちな台詞も織り交ぜていたが、ブレイク後には使わなくなった。オチ　が付いたところで、「満足かい? この、ブタ野郎!」で締める。女王様キャラを生かした体験談ネタが中心。「総武線快速のボックスシートの話」「総武線に母と乗った時の話」等、JR総武線にまつわるネタが多い。だが、芸能人いじりのネタを披露するときもある。ネタやトークの流れで、共演者を鞭で思いきり打つことがあり、番組中に制裁役をすることもある。三点倒立の姿勢から一発ギャグ（「犬神家!」「八つ墓村!」「回転ベッド!」など）を見せる。なお、ボンデージの衣装は原宿のコスプレショップで、鞭は行き付けのアダルトグッズショップで購入したと語っている。
この「女王様キャラ」に至るまでに、鼻毛、通りすがりのバレリーナ、巫女、シンクロ選手、忍者、花魁、エロ女、「死にたいわ」が口癖の女、電飾女、逆立ち漫談女、留守電女、ルンルン花の妖精（お花マン）、サンバを考えた。このうちサンバネタは、ちょうど『マツケンサンバ』が流行っていた頃で、私もやってみようと思ったという。
女王様キャラでないときは、気弱で腰が低く控えめな態度を取る。元々、かなり気が小さい性格からとのこと。着用しているボンデージは、長らく自前で用意した1着しか持っておらず、色落ちを気にして滅多に洗えないと、女性週刊誌『女性セブン』2007年2月1日号のインタビューで答えた。また、同じ衣装を続けて使用した後は、衣装の臭いがかなりきつくなったこともあったという。2007年になってテレビの出演機会が増えた事もあり、そのインタビュー掲載直後にようやく衣装を新調できた。なお番組や舞台によっては上着を羽織って露出を抑えている。ブレイク後、SM小説の第一人者である団鬼六から鞭を譲られ、「私の宝物」として長年愛用している。
SMキャラのネタ元はレイザーラモンHG（レイザーラモン）で、HGを参考にして衣装を作った。また、本格的にこれを始めるきっかけになったのは、ある私立小学校の「6年生を送る会」に呼ばれて、このSMキャラのネタをしたところ、大ウケだったことからという。

### 女王様キャラ以後
2008年以降、『エンタの神様』（日本テレビ）のようなネタ番組以外では、特定のキャラクターを演じず、素の状態でテレビに出演することが多くなった。2009年8月からは、春風亭小朝の指導のもと落語に挑戦。以後、着物を着ての落語スタイルでの芸を披露することがある。準決勝まで進出した2010年のR-1ぐらんぷりでも、この落語スタイルでのネタを演じていた。落語を始めた背景には、トーク下手を解消したいということと、常に「消えそうな芸人ランキング」で上位にランクインしていたのを知って「さすがにこれはまずい」と思ったこと、また「SMキャラではCMの仕事が入りにくい」「このキャラで芸能界を生き残るのは難しい」と思ったことからという。
次第に人気に陰りを感じ、トーク番組での女王様キャラでの振る舞いに悩むようになった。これにより女王様キャラから脱却するため、全身黒いボンテージ衣装だったのを、黒い生地の面積を徐々に減らしていく形でカジュアルな服に変えていった。

### ブレイク前のピン芸人時代の活動内容
- 変な母親 - 漫談仕立てで、鋭い観察眼と甲高い声を生かした、早口トークで披露。
- 総武線ネタ
- ジムに現れるマッチョな男の話 - 早口すぎるとの指摘。
- モノマネ - 川原亜矢子や志村けんのモノマネで、もしも○○が、○○だったらという言い回しで始まる。
- 最近あった話 - 「最近あったことなんだけど、喋っていいかなぁ？」という言葉とともに始まる漫談。
（※自著『化けの皮』の『キャラ』の章（37-44ページ）などより）

## 人物
身長163cm。足のサイズ24.5cm。血液型はA型。特技は三点倒立の他に料理、ダンス、陸上、水泳、潜水などで、英検2級に合格している。潜水では、2017年の日本代表世界大会にも出場しており、88mの潜水記録を保持している。

### 料理
調理師免許を所有しており、『嗚呼!花の料理人』（読売テレビ）や『愛のエプロン』（テレビ朝日）などの料理番組にも出演した。過去にダンス活動をしたことがあり、出演番組中で披露することもある。これを活かして、東京・新宿の居酒屋でアルバイトしていた時もあった。またベジタブル・カービングも特技としており、Instagramでその腕前を披露している。

### 水泳
8歳から水泳を習い始め、中学生のころに千葉県大会平泳ぎで優勝。ただし中学校では陸上部に所属していた。高校は水泳の強豪校である女子校に進学したが、周りの部員に比べてタイムは伸びなかった。芸人になって以降は1990年代の『ドキッ!丸ごと水着!女だらけの水泳大会』（フジテレビ）に数回出場。また競泳水着には一家言あり、『未来創造堂』（日本テレビ）で競泳水着へのこだわりを披露している。

### マラソン
2008年2月9日の『エンタの神様』で、同年2月17日に行われる2008東京マラソンに出場するとネタの中で話した。出場直前に練習で膝を痛めたが強行出場して4時間45分35秒で完走した。当日は"女王様"スタイルを封印して長髪をポニーテールにした。2012年10月21日のアクアラインマラソンで自己最短の3時間55分を記録し、2013年に韓国の「慶州さくらマラソン」で3時間36分42秒、2014年の「篠山ABCマラソン」で3時間31分17秒、10月26日に「サンスポ軽井沢リゾートマラソン」ハーフマラソンで自己ベストを2分更新して1時間36分08秒で5位に入賞、 2016年3月13日「第33回藍のまち羽生さわやかマラソン」でハーフマラソン女子40代の部1時間31分27秒で優勝、2016年9月25日「北緯40°秋田内陸リゾートカップ100キロチャレンジマラソン(第26回)」で女子の部 10時間15分23秒で8位に入賞、2018年1月28日、第66回勝田マラソンで3時間05分35秒の自己ベストを記録した。

### フリーダイビング
2007年2月4日開催のフリーダイビングの大会BIG BLUE Indoor Cup（静岡）ダイナミック・アプネア・ウィザウト・フィン女子の部において潜水記録88mを達成し世界大会AIDA Individual Indoor World Championship 2007（スロベニア）に日本代表選手の一人として出場、この大会の模様は2007年8月20日の『Qさま!! 芸能人潜水選手権完結編〜世界選手権に出場してきましたSP!〜』にて放送された。2008年に第9回ベストスイマー賞を受賞した他、同年の24時間テレビ31（日本テレビ）における「津軽海峡縦断リレー」メンバーにも選ばれた。

## 出演

### 現在のレギュラー、準レギュラー
- なないろ日和!（2014年3月 - 、テレビ東京） - リポーターとして不定期出演
- ずくだせテレビ（2016年10月 - 、信越放送） - 不定期出演
- もしもで考える…なるほど！なっとく塾（2020年3月22日 - 、BSフジ） - 塾生、月1回程度
- 市町村てくてく散歩（2021年5月 - 、千葉テレビ放送） - 不定期出演
- まんまる（2024年4月 - 、NHKラジオ第1放送） - 木曜パートナー、月1・2回程度

### 過去のレギュラー、準レギュラー
- 山田邦子のしあわせにしてよ（TBS）
- ザ・サンデー千葉市（1999年、千葉テレビ放送）リポーター
- 歌うボキャブラ天国（フジテレビ）
- 爆笑オンエアバトル（NHK総合） - 戦績1勝2敗 最高461KB
- くるくるドカン〜新しい波を探して〜（フジテレビ） - さざ波芸人
- カワズ君の検索生活（フジテレビ） - 上記から継続出演
- ラジかるッ（2007年4月2日 - 2009年3月27日、日本テレビ） - 木曜日
- 爆笑レッドカーペット (フジテレビ） - キャッチコピーは「女王様のひとりごと」。
- 大胆MAP（2008年1月20日 - 2009年2月22日、テレビ朝日）
- HAPPY!（2008年4月4日 - 9月26日、日本テレビ） - 「フライデーTVラボ」内、毎週金曜 24:25 - 24:40
- おネエ★MANS（2008年10月14日 - 2009年3月10日、日本テレビ） - MC就任前より不定期出演
- 日本史サスペンス劇場（日本テレビ） - 歴史ナビゲーター
- にしおかすみこの「よがってんじゃないよ〜」（GyaOジョッキー）
- おもいッきりDON!（2009年3月31日 - 、日本テレビ） - 生中継リポーター担当
- 天才てれびくんMAX（2009年4月 - 2010年3月、NHK教育テレビ） - メイドロボ『スミッコ』役
- ばりすごMAX（2009年4月3日 - 9月25日、TVQ九州放送）
- PAO〜N（2009年4月2日 - 2011年3月31日、KBCラジオ）
- 3時は!ららら♪（信越放送） - すみこ＆あっこの明るいすみっこ♡
- エブリのうち（岡山放送） - 月曜：エブリ特捜部リポーター
- 熱血BO-SO TV（2010年4月10日 - 2020年3月28日、千葉テレビ放送） - 熱血エージェント→熱血半レギュラー?→熱血非常勤社員（リポーター）として不定期出演
- まちドラ〜東京OL処世術〜（2011年10月2日 - 12月18日、TBSテレビ）
- 森田健作 青春スピリッツ!（2018年4月8日 - 2019年9月15日、ベイエフエム）

### テレビドラマ
- ハングリー! 第5話（2012年2月7日、関西テレビ）
- ドラマ「家、ついて行ってイイですか?」（2021年8月14日 - 9月25日、テレビ東京） - 柏崎瞳 役
- ナンバMG5 第2話（2022年4月27日、フジテレビ） -  藤田深雪の母 役[28]

### テレビショッピング
2011年 - 2015年 ほか（ORICON NEWS TV出演情報）
- 気になる通販ランキング!ポシュレデパート深夜店（日本テレビ）
- スマイルショッピング（テレビ東京）
- カイモノラボ（TBSテレビ）
- コレ買いダネ!!（TBSテレビ）

### アニメ
- 101匹わんちゃん Go Go! ダルメシアン!! - スポット

### 映画
- インセプション（2010年7月23日公開、ワーナー・ブラザーズ）　劇場公開版・吹き替え[29]
- 鈍色のキヲク（2019年2月4日発売、F&T DIRECT）

### インターネット番組
- 街録ch〜あなたの人生、教えて下さい〜（2021年、YouTube番組）

### CM
- モバゲータウン
- タイ国際航空
- ジェイフロンティア株式会社「Cafelice（カフェリーチェ）」[30]

## 舞台
- 表参道ベースメントシアター『優しい6つの夜のために』（2010年8月19日 - 22日全7公演、表参道GROUND）

## DVD
- 『あたしだよ!!』（2007年7月19日、ビクターエンタテインメント）

## 書籍
- 『化けの皮』（2008年2月18日、ゴマブックス）ISBN 978-4777108824
- 『ポンコツ一家』（2023年1月20日、講談社）ISBN 978-4065305102
- 『ポンコツ一家2年目』（2024年9月20日、講談社）ISBN 978-4065367971

### ウェブ写真集
- 「インターネット篠山紀信 S BOOK　にしおかすみこ」（小学館、50枚）